# Плюм

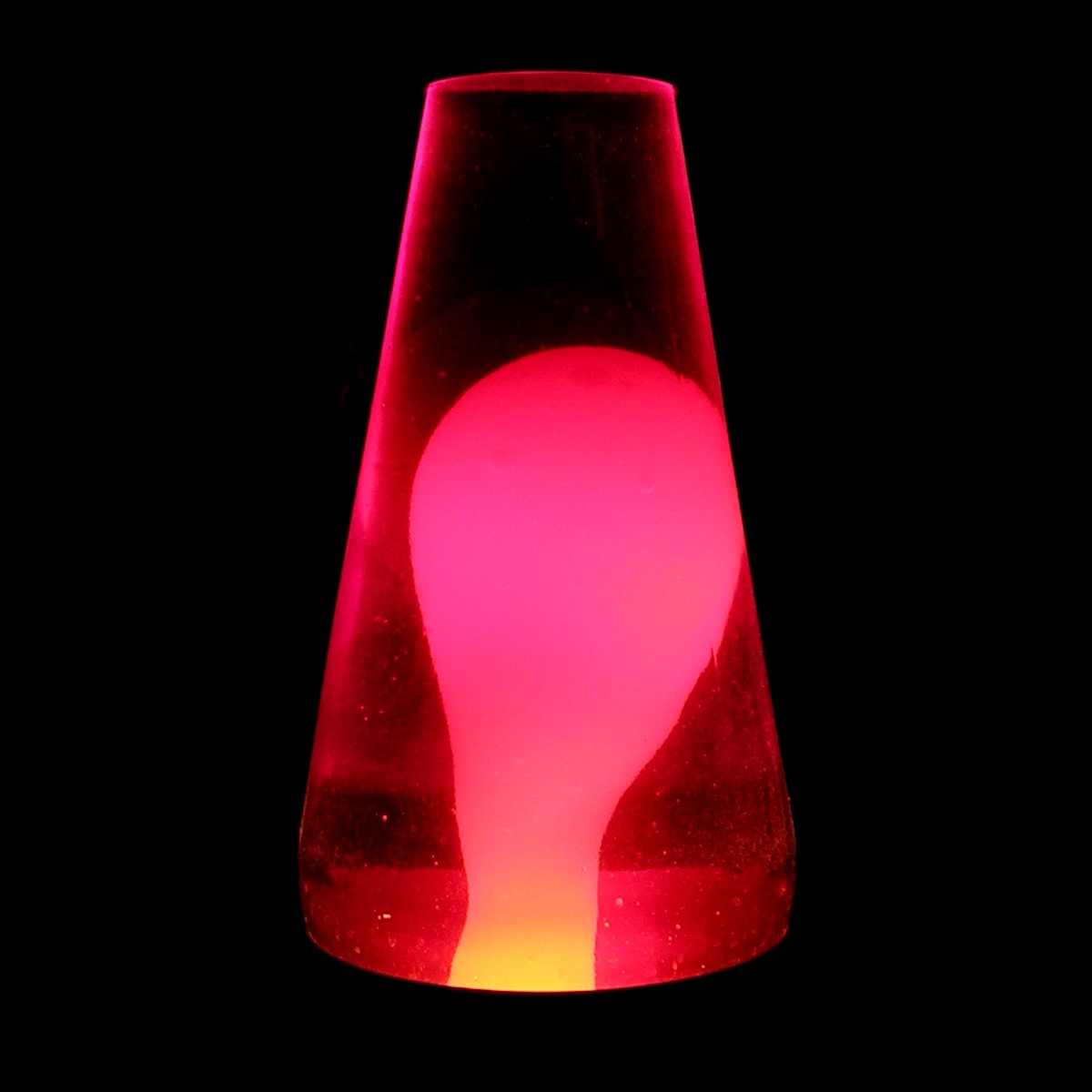
Лавова лампа добре ілюструє принцип дії плюму

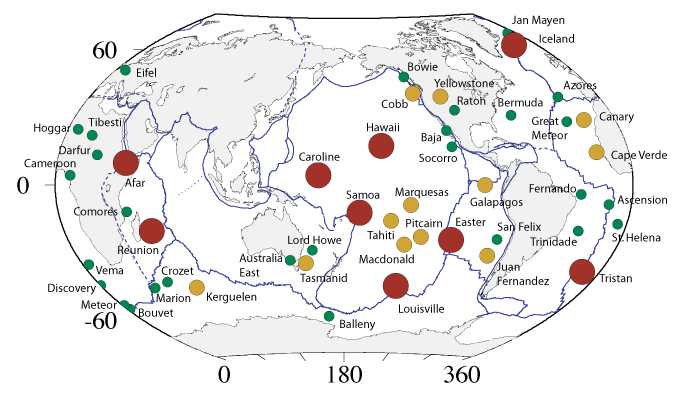
Локалізація плюмів. За даними Фулдера (Foulger) (2010).

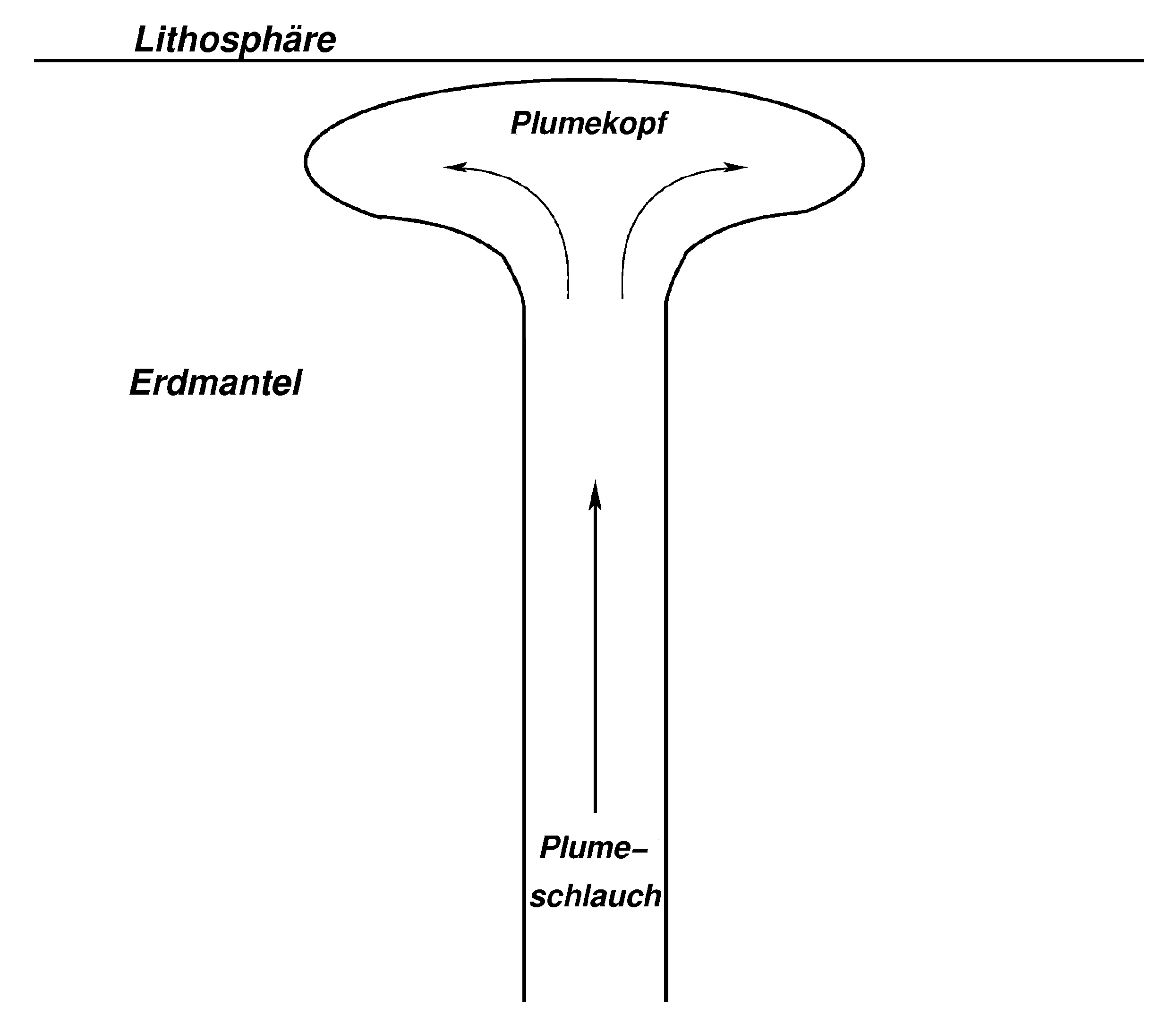
Мантійний плюм. Схема.

Плюм (англ. plume) — гарячий мантійний потік, що рухається незалежно від конвективних течій в мантії.
Плюми вважають відповідальними за утворення трапів, рифтів, і гарячих точок типу Гавайської.

## Теорія плюмів
Теорія плюмів спочатку була запропонована канадським геофізиком Дж. Т. Вілсоном в 1969 році; в ній існування висхідних конвективних потоків в земній мантії використовувалося для пояснення наявності гарячих точок. Спочатку Вілсон застосував концепцію плюму до Гавайських островів, зумівши пояснити збільшення віку гір Гавайського підводного хребта в міру віддалення від поточного місця розташування гарячої точки. На думку Вілсона, Гавайські острови виникли як частина тектонічної плити (розповсюджується на значну частину Тихого океану), яка зміщується на північний захід над фіксованою гарячою точкою; остання проявляє себе у вигляді ланцюжка вулканів.
З 1971 року над розвитком теорії плюмів працювали американський геофізик У. Дж. Морган та інші вчені, які застосували її до багатьох інших гарячих точок.

## Дослідження плюмів
Геоїдна низовина Індійського океану (IOGL) — загадкове явище, яке багато років привертає увагу вчених з усього світу. Нещодавні дослідження, результати яких опубліковані у виданні Geophysical Research Letters показали, що аномалія пов'язана з мантійними плюмами та тектонічними платформами, що може допомогти краще зрозуміти процеси в мантії Землі та їхню взаємодію зі змінами рівня моря. Вчені використовували непрямі методи вивчення тектонічних платформ на глибині понад 35 км. Як встановлено, IOGL пояснюється дефіцитом маси у мантії Землі під Індійським океаном. У минулому виникало безліч гіпотез про цю аномалію, проте останні дослідження встановили, що її походження пов'язане з мантійними плюмами та рухом тектонічних платформ.